# 罗舜初
罗舜初（1914年12月11日—1981年2月24日），原名罗汝明，福建省上杭县溪口乡大洋坝人。中国人民解放军开国中将，1955年获二级八一勋章、一级独立自由勋章、一级解放勋章。

## 生平
7岁进过私塾，也上过新学，学了一些数学、物理、化学等基本知识；还上过教会办的学校，学过几句英文。12岁辍学后当杂货店店员。
1929年5月参加大洋坝农会暴动。1929年夏加入少先队。1929年毛泽东在红四军七大上去职，到中共闽西特委工作，罹患疟疾去永定县养病，途径上杭县溪口乡大洋坝，住在罗日新家中，村苏维埃主席派罗舜初带领儿童团到罗日新家站岗警戒。1929年冬，参加共青团，被选为团支委。1930年1月任东二区少先队大队长，不久改任少共区委组织委员。1931年秋天，罗舜初担任区儿童局书记，发动一百名青少年带头参加红军闽西独立团，任政治战士、班长。白沙战斗中腿部轻伤。1932年7月伤愈后被送到瑞金的中国工农红军学校第四期军事队学习，10月转党，毕业后留校进入第五期政治队学习，期满又留校进入第六期上级干部队附设参谋训练班学习。1933年夏毕业后分配到军委一局，先是当见习作战参谋，几个月后转为正式参谋。第五次反“围剿”战役中，负责东面红一军团作战方向。长征红一、红四方面军会师后，任左路军司令部任参谋主任。过草地后张国焘分裂红军，1936年1月被刘伯承、朱德调入红四方面军二局三科任科长。因红四方面军南下后主要对手不是川军而是胡宗南为代表的中央军，罗舜初熟悉老对手中央军情况，红四方面军二局局长蔡威过草地病逝，1936年9月罗舜初任二局副局长，10月任二局代理局长。长征结束后，红四方面军二局并入中革军委二局，罗舜初任军委二局副局长。1937年春天入抗大二期插班旁听，三期正式学员。
1938年从抗大毕业，随朱德到山西八路军总部，1938年12月接替黄鹄显任作战科科长，做卫立煌的统战工作。1939年5月离开八路军总部，随徐向前到山东任八路军第一纵队参谋处长。1940年6月，任八路军山东纵队参谋处长、山东军政委员会委员。1942年8月任鲁中军区司令员兼政治委员。1943年3月，根据中央指示，各抗日根据地实行一元化领导，任鲁中区委书记兼鲁中军区政委，王建安任军区司令员。
1945年10月底，率领八路军山东三师和警三旅一万多人，从邹县出发，在龙口乘坐木帆船渡海，在辽宁省的庄河、皮口等地登陆。1946年1月在辽东同冀东十六分区一个团发展起来的两个旅合编为第三纵队，任第三纵队政委。1946年3月任辽东军区副司令员兼参谋长；四平保卫战时，正式担任三纵政委。1946年7月兼任辽宁分省省委书记。辽沈战役围歼廖耀湘兵团部后，敌机来轰炸，被炸弹震昏过去埋进弹坑里失去知觉，一个多星期昏迷不醒。解放军占领沈阳后，在沈阳治病养伤。1949年4月任40军军长兼军党委书记。

### 中华人民共和国
1950年4月参加海军初创工作，任海军参谋长。1952年3月调任海军第二副司令员兼海军军事学院院长、政治委员，1957年兼任国家科委海洋专业组组长，分管科研、教学。1959年庐山会议后，在海军被免职，1960年8月送政治学院学习。1962年6月任国防部第十研究院院长。1965年1月任国防科委副主任。1965年3月兼国防工办副主任，负责国防部几个研究院并入国务院各工业部以后各个方面的科研工作，主抓了第一颗氢弹试验与第一颗人造地球卫星发射。1971年九一三事件发生后，周恩来召见罗舜初要求他把国防科委工作抓起来。1975年4月任沈阳军区副司令员。1975年8月改任沈阳军区顾问组长。1978年2月当选为第五届全国政协委员。